# Yasmina Sellam
Yasmina Sellam (en arabe : ياسمينة سلام), née Yasmina Benlemalem le 8 octobre 1955 à Mila en Algérie, est une ingénieure agronome, cheffe cuisinière, et animatrice de télévision, figure incontournable de la gastronomie algérienne.

## Biographie
Yasmina Sellam est une agronome et gastronome algérienne passionnée par la cuisine des terroirs algérien. Après avoir enseigné pendant cinq ans à l’Institut national agronomique Paris-Grignon puis à l’École normale supérieure (Paris), elle décide de se consacrer pleinement à la gastronomie. Son travail met en lumière l’authenticité du patrimoine culinaire algérien, en remontant jusqu’à l’Antiquité et en intégrant des influences diverses, notamment Numides, Omeyyades, Abbassides, Andalouses et Ottomanes,.
En 2011, elle a ouvert une table d’hôte appelée Dar Djeddi à son domicile à Bouchaoui, où elle propose une cuisine bio et diététique inspirée des saveurs du terroir. Elle a également lancé une gamme de produits bio et ouvert une boutique d’épicerie fine. Son approche culinaire repose sur une connaissance approfondie des aliments et de leur impact sur la santé, avec un souci de préservation du savoir-faire ancestral. Son engagement pour la cuisine algérienne ne se limite pas aux recettes : elle cherche à transmettre une véritable culture gastronomique et à valoriser les traditions culinaires locales.
"La gastronomie algérienne est la plus large du variée du Maghreb en raison de l’immensité du territoire. Nous avons du rouge et du piquant dans le sud et à l’est. Nous avons du blanc dans les villes. Ce n’est pas venu des Ottomans car Massinissa mangeait blanc. Nous sommes les seuls au Maghreb à avoir des sauces blanches. Nous avons du jaune issu de la cuisine andalouse.Nous avons beaucoup de traces des cuisine ottomane et abasside. Notre cuisine n’est pas fardée. Nous utilisons les épices avec parcimonie.Nous parfumons nos viandes mais nous ne les tuons pas avec des goûts épicés",.
En 2022, Yasmina Sellam publie le livre Mémoire culinaire de l’Algérie, histoire de recettes, aux éditions ANEP, qui explore la gastronomie algérienne à travers l’histoire de l’alimentation et la littérature gastronomique universelle. L'ouvrage de 119 pages remporte en mai 2023, le premier prix du concours international Gourmand World Cookbook Awards, en Suède,.
En 2025, elle sort l'ouvrage Le Couscous, racines et couleurs d’Algérie, toujours édité aux éditions ANEP, qui remonte le fil de l’histoire du couscous, plats inscrit par l’UNESCO en 2020, dans sa liste représentative du patrimoine culturel immatériel de l’humanité.

## Émissions de télévision

### Émissions culinaires
En 2016, Yasmina Sellam fait partie du jury de MasterChef (Algérie).

## Publications
- Mémoire culinaire de l'Algérie, histoire de recettes, 2022, (prix du concours international Gourmand World Cookbook Awards).
- Le Couscous, racines et couleurs d'Algérie, 2025.